# Régis Pitbull
Pour les articles homonymes, voir Régis.
Régis Fernandes Silva, plus communément appelé Régis Pitbull, est un footballeur brésilen né le 22 septembre 1976. Il évoluait au poste d'attaquant.